# Ferrocarril Salvador-Recife
El Ferrocarril Salvador-Recife, también llamada de Integración Ferroviaria del noreste, es un proyecto ferroviario anunciado en 2012 por el gobierno federal de Brasil, como parte del Programa de Inversiones en Logística.
El proyecto prevé la integración con el Ferrocarril Transnordestino y vinculación con el Ferrocarril Norte-sur. El cronograma inicial preveía la firma de los contratos de concesión en el período entre julio y septiembre de 2013.
La empresa Ferrocarril Centro-Atlântica (FCA), que tenía la concesión sobre la malla centro-este del país, que incluía una conexión entre Salvador y Propriá, en Sergipe, fue obligada a cerrar ese y otros tramos y devolverlos al poder público.

## Trazado
Según el proyecto inicial, el ferrocarril tendrá una extensión de 893 km, incluyendo un puente de 2.700 metros sobre el río São Francisco entre los estados de Sergipe y Alagoas, y pasando por 37 municipios de cuatro estados:
 Bahía
- Feira de Santana (interconexión con el ferrocarril Belo Horizonte-Salvador)
- Coração de Maria
- Santanópolis
- Irará
- Ouriçangas
- Aramari
- Inhambupe
- Crisópolis
- Olindina
- Itapicuru
- Fátima
- Adustina
- Paripiranga
- Coronel João Sá
- Pedro Alexandre

 Sergipe
- Carira
- Nossa Senhora da Glória
- Monte Alegre de Sergipe
- Porto da Folha
- Tobias Barreto
- Poço Verde
- Poço Redondo

 Alagoas
- Pão de Açúcar
- São José da Tapera
- Senador Rui Palmeira
- Poço das Trincheiras
- Maravilha
- Ouro Branco

 Pernambuco
- Rio Formoso
- Gameleira
- Ribeirão
- Sirinhaém
- Ipojuca (ligação com a Transnordestina)[6]